# Lhotka (ort i Tjeckien, Mellersta Böhmen, lat 49,83, long 14,00)
Lhotka är en ort i Tjeckien.   Den ligger i regionen Mellersta Böhmen, i den centrala delen av landet, 40 km sydväst om huvudstaden Prag. Lhotka ligger 402 meter över havet och antalet invånare är 294.
Terrängen runt Lhotka är kuperad åt sydost, men åt nordväst är den platt. Terrängen runt Lhotka sluttar norrut. Runt Lhotka är det ganska glesbefolkat, med 38 invånare per kvadratkilometer. Närmaste större samhälle är Příbram, 15,8 km söder om Lhotka. I omgivningarna runt Lhotka växer i huvudsak blandskog.